# افتخار (مجموعه تلویزیونی)
افتخار (کره‌ای: 더 글로리؛ انگلیسی: The Glory) یک مجموعهٔ تلویزیونی کره جنوبی به نویسندگی کیم اون-سوک و کارگردانی آن گیل هو است. سونگ هه-کیو، لی دو-هیون، لیم جی یون، یوم هه-ران، پارک سونگ هون و جونگ سونگ ایل در آن بازی کردند. بخش ۱ در ۳۰ دسامبر ۲۰۲۲ و بخش ۲ در ۱۰ مارس ۲۰۲۳ در نتفلیکس منتشر شد.
بخش های ابتدایی سریال بر اساس یک رویداد واقعی در سال ۲۰۰۶ است؛ زمانی که گروهی از دانش آموزان دبیرستانی در کره جنوبی به مدت یکماه همکلاسی خود را مکررا مورد ضرب و شتم قرار داده، بخش هایی از بدنش را سوزانده و از این طریق از او اخاذی میکردند.

## خلاصه داستان
مون دونگ اون(سونگ هه-کیو) قربانی خشونت مدرسه ای است. پس از گذشت سالها او معلم شده و تصمیم میگیرد از همکلاسی های خود که در دوران دبیرستان او را مورد شکنجه و آزار شدید قرار داده بودند انتقام بگیرد و...

## بازیگران

### اصلی
- سونگ هه-کیو در نقش مون دونگ اون نقش اصلی [۱]
  - جونگ جی-سو در نقش جوانی مون دونگ اون[۵]
- لی دو-هیون در نقش جو یو جونگ[۱]
- لیم جی یون در نقش پارک یون جین[۶]
  - شین یه اون در نقش جوانی پارک یون جین[۷]
- یوم هه-ران در نقش کانگ هیون نام[۶]
- پارک سونگ هون در نقش جون جه جون[۸]
  - سونگ بیونگ گون در نقش جوانی جه جون[۹]
- جونگ سونگ ایل در نقش ها دو یونگ،[۶] شوهر یون جین

### مکمل

#### دبیرستان سونگ‌هان (۲۰۰۴–۲۰۰۶)
- چا جو یونگ در نقش چوی هه جونگ[۱۰]
  - سونگ جی وو در نقش جوانی هه جونگ[۹]
- کیم هیورا در نقش لی سارا[۱۱]
  - به کانگ هی در نقش جوانی سارا[۹]
- کیم گون وو در نقش سون میونگ اوه[۱۲]
  - سو وو هیوک در نقش جوانی میونگ اوه[۹]
- لی سو یی در نقش یون سو هی[۱۳]
- جون سو آه در نقش آن جونگ می[۱۴]
- پارک یون هی در نقش کیم جونگ مون[۱۵]
- آن سو یو در نقش کیم کیونگ ران[۱۶]
  - لی سو یونگ در نقش جوانی کیونگ ران

#### اطرافیان پارک یون جین
- اوه جی یول در نقش ها یه سول،،[۱۷] دختر یون جین
- یون دا کیونگ در نقش هونگ یونگ ئه،[۱۸] مادر یون جین
- لی هه یونگ در نقش شین یونگ جون[۱۶]

#### اطرافیان مون دونگ اون
- پارک جی آه در نقش جونگ می هی،[۱۹] مادر دونگ اون
- هو دونگ وون در نقش چو جونگ هو[۲۰]
- کانگ گیل وو در نقش کیم سو هان[۱۵]
- سون بوک در نقش خانم پیر[۱۶]
- سون نا یونگ در نقش گو سونگ هی

#### اطرافیان کانگ هیون نام
- چوی سو این در نقش لی سون آه،[۲۱] دختر هیون نام
- ریو سونگ هیون در نقش لی سوک جه،[۲۲] شوهر هیون نام

#### اطرافیان جو یو جونگ
- کیم جونگ-یونگ در نقش پارک سانگ ایم،[۲۳] مادر یو جونگ
- چو مین ووک در نقش کیم جونگ هون[۲۴]
- چوی کوانگ ایل در نقش جو سونگ هاک، پدر یو جونگ

#### سایر بازیگران
- لی بیونگ-جون در نقش لی گیل سونگ[۲۵]
- سون کانگ کوک در نقش چوی دونگ کیو[۲۶]
- نو کیونگ (بخش ۲)[۲۷]
- اوه مین ئه در نقش مادر دو یونگ[۲۸]
- کیم سون هوا در نقش مادر لی سا را[۲۹]
- جون جین اوه[۳۰]

### حضور ویژه
- هوانگ کوانگ‌هی در نقش مجری برنامه رادیو[۳۱]
- لی مو-سنگ در نقش کانگ یونگ چون[۳۲]

بیماری که پدر یو جونگ رو به قتل رساند.
- لی جونگ اوک در نقش ته ووک[۳۳]
- کیم سونگ هوا[۳۴]

## قسمت‌ها
| فصل | قسمت‌ها | قسمت‌ها | تاریخ اصلی پخش | تاریخ اصلی پخش |
| --- | ------ | ------ | -------------- | -------------- |
| ۱   | ۱۶     | ۸      | ۳۰ دسامبر ۲۰۲۲ | ۳۰ دسامبر ۲۰۲۲ |
| ۱   | ۱۶     | ۸      | ۱۰ مارس ۲۰۲۳   | ۱۰ مارس ۲۰۲۳   |

## تولید

### بازیگران
در ژوئیه ۲۰۲۲، تولید سریال افتخار با گروه بازیگران سونگ هه-کیو، لی دو-هیون، لیم جی یون، یوم هه-ران، پارک سونگ هون و جونگ سونگ ایل تأیید شد.

## بازخورد
فصل دوم این مجموعه، تنها دو روز پس از انتشار در رده نهم جهانی نتفلیکس قرار گرفت و در روز سوم به پنجمین سریال پربازدید نتفلیکس در سطح جهان تبدیل شد. این مجموعه یکی از پربازدیدترین مجموعه‌های غیرانگلیسی زبان نتفلیکس در سال ۲۰۲۳–۲۰۲۲ است.

## جوایز و نامزدی‌ها
| مراسم جوایز       | سال  | دسته                       | نامزد / اثر                  | نتیجه    | منابع  |
| ----------------- | ---- | -------------------------- | ---------------------------- | -------- | ------ |
| جوایز هنری بکسانگ | ۲۰۲۳ | بهترین درام                | افتخار                       | برنده    | [ ۳۶ ] |
| جوایز هنری بکسانگ | ۲۰۲۳ | بهترین بازیگر نقش اول زن   | سونگ هه-کیو                  | برنده    | [ ۳۶ ] |
| جوایز هنری بکسانگ | ۲۰۲۳ | بهترین بازیگر نقش مکمل مرد | پارک سونگ هون                | نامزدشده | [ ۳۶ ] |
| جوایز هنری بکسانگ | ۲۰۲۳ | بهترین بازیگر نقش مکمل زن  | یوم هه-ران                   | نامزدشده | [ ۳۶ ] |
| جوایز هنری بکسانگ | ۲۰۲۳ | بهترین بازیگر نقش مکمل زن  | لیم جی یون                   | برنده    | [ ۳۶ ] |
| جوایز هنری بکسانگ | ۲۰۲۳ | بهترین بازیگر تازه‌کار مرد  | کیم گون وو                   | نامزدشده | [ ۳۶ ] |
| جوایز هنری بکسانگ | ۲۰۲۳ | بهترین بازیگر تازه‌کار زن   | کیم هیورا                    | نامزدشده | [ ۳۶ ] |
| جوایز هنری بکسانگ | ۲۰۲۳ | بهترین فیلم‌نامه            | کیم اون-سوک                  | نامزدشده | [ ۳۶ ] |
| جوایز هنری بکسانگ | ۲۰۲۳ | جایزه فنی                  | جانگ جونگ کیونگ (فیلم‌برداری) | نامزدشده | [ ۳۶ ] |